# Escobaria duncanii
Escobaria duncanii là một loài thực vật có hoa trong họ Cactaceae. Loài này được (Hester) Buxb. mô tả khoa học đầu tiên năm 1960.